# جيمس بروكمان
جيمس بروكمان (بالإنجليزية: James Brockman)‏ هو كاتب أغاني أمريكي، ولد في 8 ديسمبر 1886 في الإمبراطورية الروسية، وتوفي في 22 مايو 1967 في سانتا مونيكا في الولايات المتحدة.

## وصلات خارجية
- جيمس بروكمان على موقع IMDb (الإنجليزية)
- جيمس بروكمان على موقع ميوزك برينز (الإنجليزية)
- جيمس بروكمان على موقع ديسكوغز (الإنجليزية)